# Thukpa

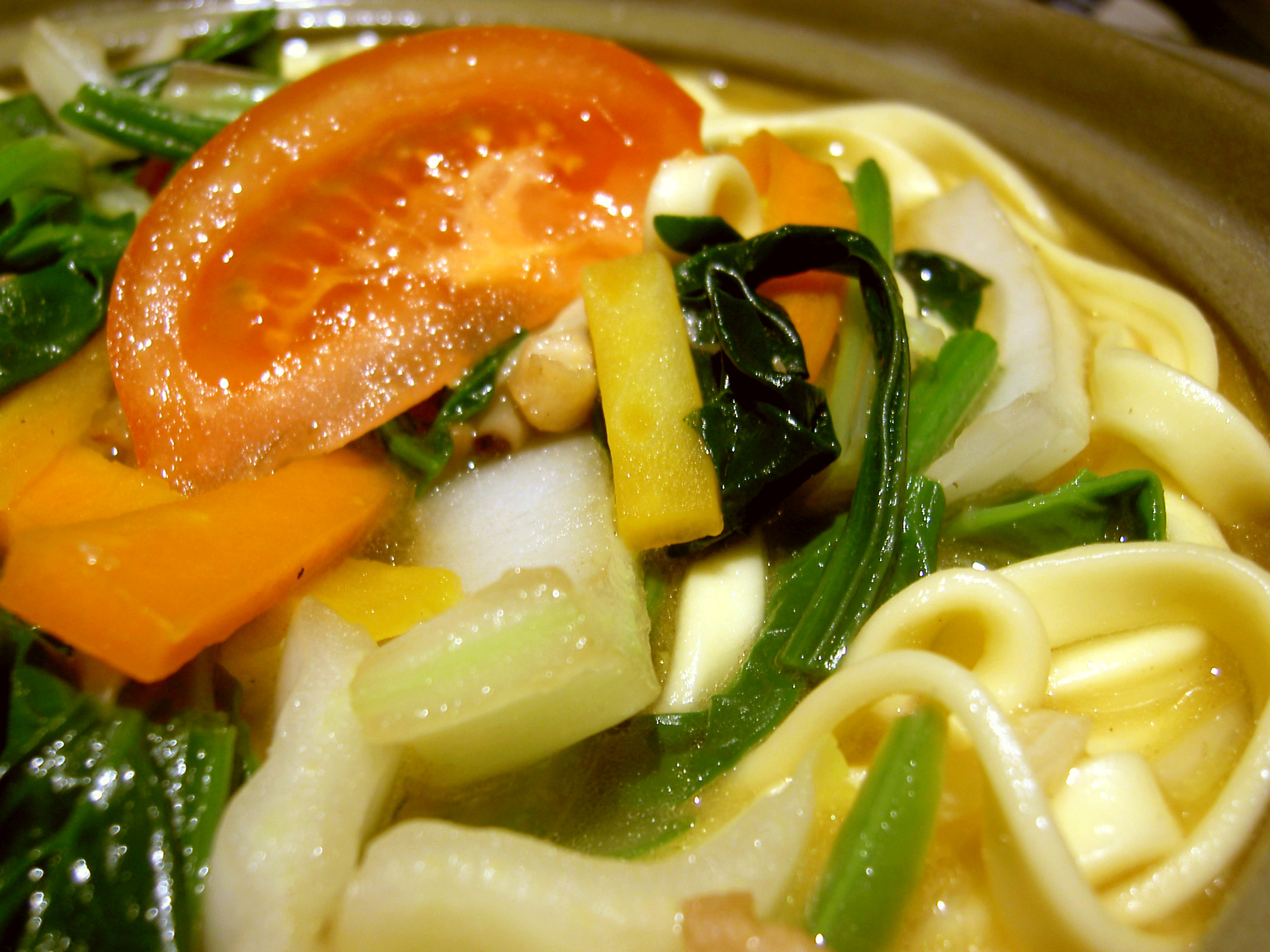
Thukpa

Thukpa (tyb.: ཐུག་པ་, transliteracja Wyliego: thug pa) - tradycyjna tybetańska zupa z makaronem i warzywami. Występuje zarówno w wersji mięsnej, jak i wegetariańskiej. Popularna i często podawana również w Bhutanie, Nepalu, Sikkimie, i Ladakhu. 